# Vaal Reefs
Ne doit pas être confondu avec Val Reefs.
Vaal Reefs est une ville située dans la municipalité locale de Matlosana, dans la province Nord-Ouest en Afrique du Sud.
Sa population était de 11 345 habitants en 2001.
En 1995, un accident dans la mine de Vaal Reefs fait 105 morts.

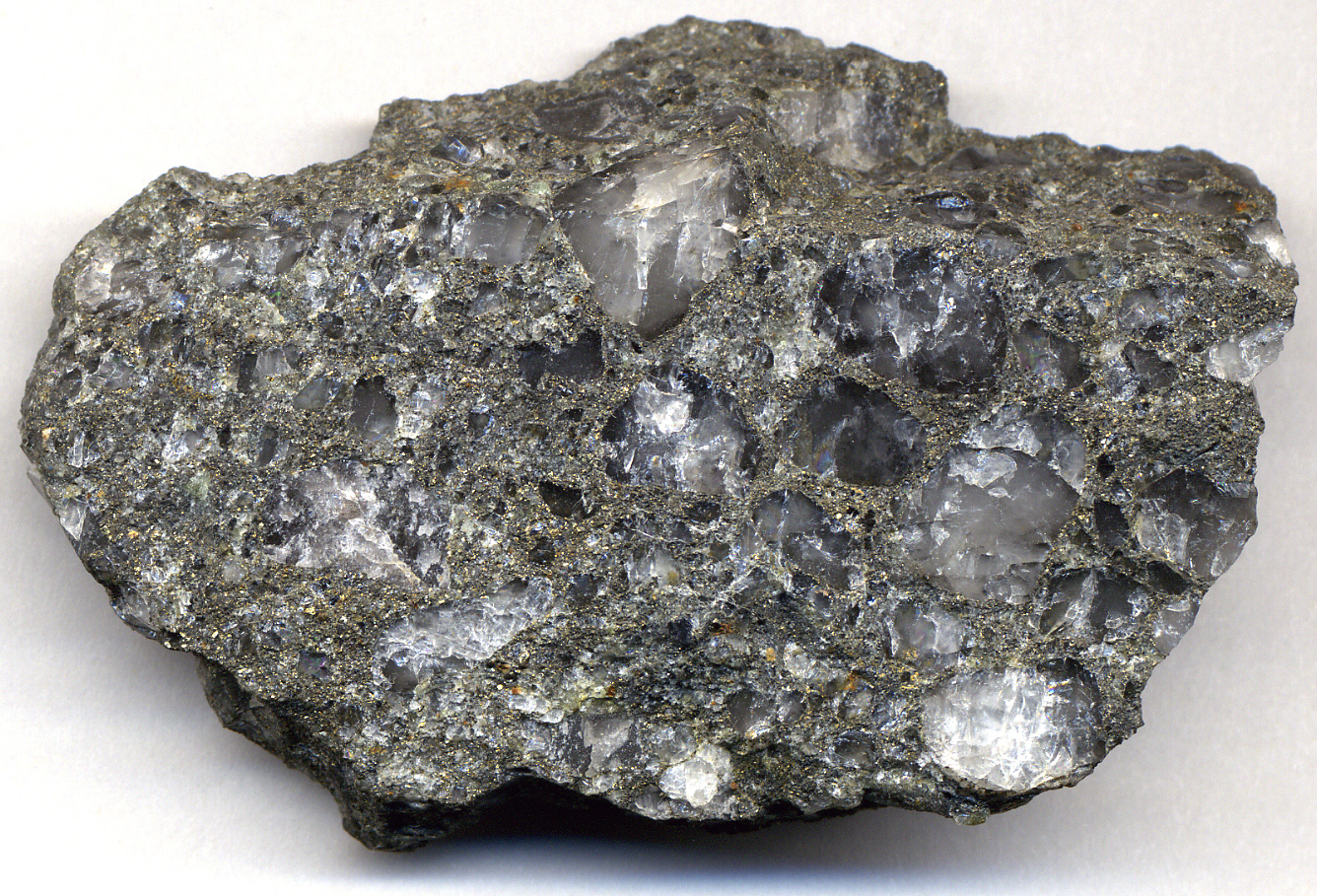
Conglomérat de galets de quartz de Witwatersrand (mine de Stilfontein, Vaal Reef).